# Keshendeh
Keshendeh é uma cidade do Afeganistão, localizada na província de Balkh.